# Canon de 47 mm antichar S.A. FRC
Canon de 47 mm antichar S.A. FRC – belgijska armata przeciwpancerna z okresu II wojny światowej, kal. 47 mm.

## Historia
Armata została opracowana w 1931 roku w Królewskiej Fabryce Artyleryjskiej w Liège (Fonderie Royale des Canons). W 1935 roku weszła do uzbrojenia armii belgijskiej i rozpoczęła się jej produkcja seryjna. Produkcja ta trwała, choć w niewielkiej ilości do 1940 roku. 
Oprócz armii belgijskiej działa te eksportowano do Węgier, gdzie miały oznaczenie 36 M.
W 1932 roku na podstawie tego działa opracowano model, który stanowił uzbrojenie belgijskiego samobieżnego działa przeciwpancernego T.13, zbudowanego na bazie opancerzonego transportera Chenillette. 

## Użycie
Od 1935 roku działo wprowadzane było na uzbrojenie armii belgijskiej i było to podstawowe działo przeciwpancerne tej armii do chwili wybuchu II wojny światowej. Do holowania tych dział używano ciągników artyleryjskich Marmon-Herrington Mle 1938 lub samochodów ciężarowych GMC Mle 1937.
Działa tego typu znalazły się także w niewielkiej ilości na uzbrojeniu armii węgierskiej i także zostały użyte w II wojnie światowej.
Część dział została zdobyta w 1940 roku przez wojska niemieckie i została przyjęta na uzbrojenie pod oznaczeniem 4,7 cm Panzerabwehrkanone 185(b) L/34 (4,7 cm PaK 185(b)). Znalazły się na wyposażeniu jednostek obrony wybrzeża i jednostek okupacyjnych w Belgii. 